# Rynek końcowy energii
Rynek końcowy energii - jest to rynek w stosunku do którego określane są cele Pakietu 3x20. Obejmuje on 3 rynki końcowe:
- Energię elektryczną
- ciepło i chłód
- paliwo transportowe